# Musikschule Hilden
Die Musikschule der Stadt Hilden ist eine öffentliche Bildungseinrichtung für Kinder, Jugendliche und Erwachsene und hat ihren Sitz im Kultur- und Weiterbildungszentrum „Altes Helmholtz“ in Hilden. An der am 10. Februar 1971 gegründeten Musikschule werden etwa 2000 Schüler von 70 Lehrern und Dozenten unterrichtet.
Die Musikschule ist durch Projekte wie das Jedem Kind ein Instrument sowie durch zahlreiche Kreis-, Landes- und Bundessieger in Jugend musiziert, den sie für den Kreis Mettmann bereits selbst ausgerichtet hat, über Hilden hinaus bekannt. Dazu tragen auch die Ensembles der Musikschule bei, wie beispielsweise das Symphonie-, Symphonische Blas- oder das Mandolinenorchester, die regelmäßig Weihnachtskonzerte in der Stadthalle Hilden geben.
Partnerschaften bestehen seit 1978 mit dem Warrington Youth Orchestra, der Knabenkapelle Nördlingen sowie dem Spielmannszug TSG Bergedorf. Im Rahmen des Fabry-Jahres 2010 wurde in Zusammenarbeit mit dem Jungen Tanzforum Hilden die Ballettkomödie Der Bürger als Edelmann produziert. Regie führte Michael Seewald.